# Tibetia everesti
Genre
Espèce
Synonymes
- Pholcus everesti Hu & Li, 1987

Tibetia everesti, unique représentant du genre Tibetia, est une espèce d'araignées aranéomorphes de la famille des Pholcidae.

## Distribution
Cette espèce est endémique du Tibet en Chine.

## Description
Le mâle décrit par Zhang, Zhu et Song en 2006 mesure 2,24 mm et la femelle 2,34 mm

## Publications originales
- Hu & Li, 1987 : The spiders collected from the fields and the forests of Xizang Autonomous Region, China. (II). Agricultural Insects, Spiders, Plant Diseases and Weeds of Xizang, vol. 2, p. 247-353.
- Zhang, Zhu & Song, 2006 : A review of pholcid spiders from Tibet, China (Araneae, Pholcidae). The Journal of Arachnology, vol. 34, p. 194-205 (texte intégral).